# Herpoperasa apicata
Herpoperasa apicata är en fjärilsart som beskrevs av Paul Dognin 1912. Herpoperasa apicata ingår i släktet Herpoperasa och familjen nattflyn. Inga underarter finns listade i Catalogue of Life.